# Can a Boy-Girl Friendship Survive?
«Can a Boy-Girl Friendship Survive?» (яп. 男女の友情は成立する？（いや、しないっ!!）, Danjo no Yūjō wa Seiritsu Suru? (Iya, Shinai!!), досл. «Чи існує дружба між хлопцем та дівчиною? (Ні, не існує!)», також відома як «Danjoru?» (яп. だんじょる？)) — серія ранобе, написана Наною Нананою та ілюстрована Парумом. Її публікація розпочалася в січні 2021 року під імпринтом Dengeki Bunko видавництва ASCII Media Works. Станом на квітень 2025 року було випущено одинадцять томів. Манґа-адаптація, ілюстрована Камелією, серіалізується в шьонен-журналі Dengeki Daioh видавництва ASCII Media Works з серпня 2021 року, а її розділи зібрано в чотири танкобони станом на листопад 2024 року. Аніме-телесеріал, створений студією J.C.Staff, транслювався з квітня по червень 2025 року.

## Персонажі
Ю Нацуме (яп. 夏目 悠宇, Natsume Yū)
Сейю: Коїчі Камікі (радіодрама), Кікуносуке Тоя (аніме)
Член садового клубу, він добре дружить з Хімарі. Цікавиться садівництвом і сподівається стати майстром квіткових аксесуарів та відкрити власну крамницю.
Хімарі Інудзука (яп. 犬塚 日葵, Inuzuka Himari)
Сейю: Томомі Мінеучі (радіодрама), Саюмі Сузушіро (аніме)
Також членкиня садового клубу, найкраща подруга Ю ще з середньої школи, завжди допомагає просувати його квіткові аксесуари в соціальних мережах. З часом у неї з'являються почуття до Ю, які він ніяк не відповідає.
Ріон Еномото (яп. 榎本 凛音, Enomoto Rion)
Сейю: Юка Нукуі
Подруга дитинства та перше кохання Ю. Вона також дружила з Сінджі та Хімарі з дитинства. Її старша сестра — модель, яка допомагала просувати аксесуари Ю ще в середній школі, завдяки чому Ріон отримала браслет, який, як вона зрозуміла, зробив Ю, коли знову зустрілася з ним та побачила пости Хімарі.
Сінджі Макішіма (яп. 真木島 慎司, Makishima Shinji)
Сейю: Ко Бонкобара
Один з небагатьох інших друзів Ю та друг дитинства Ріон. Він та Хімарі зустрічалися в середній школі, але зараз їх часто бачать у сварках (зазвичай вони сперечаються за те, хто проведе час з Ю).
Хібарі Інудзука (яп. 犬塚 雲雀, Inuzuka Hibari)
Сейю: Масаакі Мізунака
Старший брат Хімарі. Він дуже любить Ю і вважає його своїм молодшим братом.
Сакура Нацуме (яп. 夏目 咲良, Natsume Sakura)
Сейю: Хісако Канемото
Старша сестра Ю. Зараз вона працює в продуктовому магазині, який Ю має успадкувати, якщо до 30 років не досягне успіху у відкритті власної крамниці квіткових аксесуарів. Старший брат Хімарі був її однокласником у старшій школі.

## Медіа

### Ранобе
Написана Наною Нананою та ілюстрована Парумом, серія «Can a Boy-Girl Friendship Survive?» почала публікуватися 9 січня 2021 року під імпринтом Dengeki Bunko видавництва ASCII Media Works. Станом на квітень 2025 року було випущено одинадцять томів.
| №   | Дата виходу     | ISBN                   |
| --- | --------------- | ---------------------- |
| 1   | 9 січня 2021    | ISBN 978-4-04-913372-1 |
| 2   | 9 квітня 2021   | ISBN 978-4-04-913735-4 |
| 3   | 6 серпня 2021   | ISBN 978-4-04-913832-0 |
| 4a  | 10 грудня 2021  | ISBN 978-4-04-914032-3 |
| 4b  | 10 березня 2022 | ISBN 978-4-04-914228-0 |
| 5   | 10 серпня 2022  | ISBN 978-4-04-914454-3 |
| 6   | 7 січня 2023    | ISBN 978-4-04-914579-3 |
| 7   | 10 серпня 2023  | ISBN 978-4-04-914868-8 |
| 8   | 10 квітня 2024  | ISBN 978-4-04-915134-3 |
| 9   | 9 серпня 2024   | ISBN 978-4-04-915703-1 |
| 10  | 10 грудня 2024  | ISBN 978-4-04-916089-5 |
| 11  | 10 квітня 2025  | ISBN 978-4-04-916236-3 |
| SS1 | 10 травня 2025  | ISBN 978-4-04-916237-0 |
| SS2 | 10 червня 2025  | ISBN 978-4-04-916238-7 |

### Манґа
Манґа-адаптація, ілюстрована Камелією, почала серіалізацію в журналі Dengeki Daioh видавництва ASCII Media Works 27 серпня 2021 року. Перший том вийшов 9 травня 2022 року. Станом на 27 листопада 2024 року її зібрано в чотири томи танкобон.
| № | Дата виходу       | ISBN                   |
| - | ----------------- | ---------------------- |
| 1 | 9 травня 2022     | ISBN 978-4-04-914434-5 |
| 2 | 10 березня 2023   | ISBN 978-4-04-914960-9 |
| 3 | 8 грудня 2023     | ISBN 978-4-04-915402-3 |
| 4 | 27 листопада 2024 | ISBN 978-4-04-916066-6 |
| 5 | 27 червня 2025    | ISBN 978-4-04-916451-0 |

### Аніме
У серпні 2022 року було оголошено, що серію буде адаптовано в аніме. Пізніше стало відомо, що це буде телевізійний серіал, виробництвом якого займається студія J.C.Staff під керівництвом Йохея Сузукі, сценарій написала Нозу Яеморі, дизайн персонажів розробила Нацукі Ояма, а музику написав Дзюн Ічікава. Прем'єра серіалу відбулася 4 квітня і транслювався серіал до 20 червня 2025 року на Tokyo MX, AT-X та інших телеканалах. Початковою музичною темою є пісня «Shitsumon, Koitte Nandeshō ka?» (яп. 質問、恋って何でしょうか?, Запитання: Що таке кохання?) у виконанні HoneyWorks за участі HaKoniwalily, а завершальною музичною темою є пісня «Dear My Soleil» у виконанні Хіни Тачібани. Crunchyroll здійснює потокове мовлення серіалу. Plus Media Networks Asia ліцензувала серіал у Південно-Східній Азії та транслює його на Aniplus Asia.

#### Серії
| № серії | Назва серії | Режисер(и)               | Сценарист(и) | Режисер(и) анімації | Оригінальна дата показу |
| --- | --- | ------------------------ | ------------ | ------------------- | ----------------------- |
| 1 | «Анемона поникла та Королева ночі» Транслітерація: «Nirinsō to Gekka Bijin» (яп. ニリンソウと月下美人)            | Сюдзі Міядзакі           | Нозу Яеморі  | Йохеі Сузукі        | 4 квітня 2025           |
| Ю мріє про власну крамницю квіткових аксесуарів. Його батьки погоджуються підтримати його мрію, якщо він зможе продати 100 аксесуарів на шкільному фестивалі у 8 класі. Несподівано він отримує допомогу від популярної дівчини Хімарі, яка робить усе, щоб інші дівчата купили всі його вироби. Через два роки Ю регулярно продає свої аксесуари через крамницю батьків. Дивно, але Хімарі продовжує його підтримувати, доки бачить захоплення в його очах, коли він працює. Вона також почала носити намисто, яке він зробив з анемони пониклої, що символізує вічну дружбу, і часто жартує, що їй доведеться вийти за нього заміж, якщо він не відкриє власну крамницю до тридцяти років. Наодинці Хімарі не може зрозуміти, чи відчуває вона до нього щось більше, оскільки думка про те, що він зустрічається з іншими дівчатами, її не засмучує. Ю помічає дівчину в браслеті, який він продав на фестивалі у 8 класі, але тікає, коли та сердиться на нього за пропозицію полагодити порваний ланцюжок. Інший друг Ю, серійний бабій Сінджі, виявляється другом дитинства цієї дівчини, Ріон. Вони домовляються, щоб Ю полагодив браслет, який насправді він продав старшій сестрі Ріон, яка зараз є моделлю. Ріон вражена рівнем зосередженості, з яким Ю ставиться до своєї роботи, і здивована, що він та Хімарі ніколи не зустрічалися. | |                          |              |                     |                         |
| 2 | «Шпилька з гібіскусом» Транслітерація: «Haibisukasu no Kamikazari» (яп. ハイビスカスの髪飾り)                     | Міюкі Ішіда              | Нозу Яеморі  | Міюкі Ішіда         | 11 квітня 2025          |
| Сестра Ю, Сакура, вважає, що нові знайомства можуть позитивно вплинути на творчість Ю. Ю вирішує, що його наступний виріб має втілювати романтичну пристрасть. Хімарі погоджується, оскільки більшість його клієнток — дівчата, а дівчата люблять романтику. Вони також обговорюють різницю між романтикою та хіттю, що спонукає Хімарі запитати, чи не варто їм потренуватися цілуватися. Ю панікує, але Хімарі зізнається, що це був жарт, і щоб вибачитися, вона влаштувала сюрприз на суботу. У суботу виявляється, що сюрприз Хімарі полягає в тому, щоб запросити Ріон для мозкового штурму ідей нових аксесуарів та організувати фотосесію, де Ріон буде моделлю. Ю вирішує, що Ріон пасують теплі кольори. Хімарі вважає, що Ю та Ріон потрібна її допомога, якщо вони збираються стати парою. Ріон запитує, чому йому подобаються квіти, і він розповідає, що в дитинстві заблукав у ботанічному саду і зустрів дівчинку, яка також загубилася. Він купив їй квітку, щоб вона перестала плакати, поки вони шукали її батьків, після чого він її більше ніколи не бачив. Ріон зізнається, що тією дівчинкою була вона, а квітка — червоний гібіскус. Пізніше з'ясовується, що Хімарі здогадалася, що Ю та Ріон зустрілися в ботанічному саду і їм судилося бути разом, хоча з якоїсь причини це тепер викликає в неї неспокій. | |                          |              |                     |                         |
| 3 | «Тюльпани та обличчя кохання» Транслітерація: «Chūrippu to Koi no Hyōjō» (яп. チューリップと恋の表情)             | Масаші Цукіно            | Нозу Яеморі  | Ей Танака           | 18 квітня 2025          |
| Хімарі тримається осторонь, і Ю розуміє, що вона намагається залишити його наодинці з Ріон. Хімарі згадує про своє прохання потренуватися в поцілунках, через що Ріон незручно йде. Ю намагається її вилаяти, але Хімарі запитує, чи справді їм варто поцілуватися, оскільки Ріон думає, що вони вже це робили. Ю спокушається і майже робить це, але це виявляється черговим жартом, хоча Хімарі розчарована, що він не наважився. Сінджі не розуміє, чому Ю просто не зустрічається з Ріон, а потім зацікавлюється, коли Ю описує раптову зміну в поведінці Хімарі. Ю закінчує робити аксесуари з червоних тюльпанів для Ріон, але все відчувається так само, як коли їх демонструє Хімарі. Ю вирішує спробувати фотосесію з Ріон у образі Королеви ночі. Оскільки тюльпани символізують романтичні зізнання, Хімарі запитує, чи може Ю зробити одну для неї. Попри усвідомлення, що вона йому подобається, Ю відмовляє, вважаючи за краще, щоб вона носила зроблене ним намисто, що символізує дружбу, не розуміючи, що він щойно відкинув її. Наодинці Хімарі глибоко засмучена його серйозною відмовою і нарешті усвідомлює, що завжди кохала Ю з першого дня їхньої зустрічі, але оскільки вона так довго тримала його як друга, вона вважає, що він зовсім не відповідає на її почуття і ніколи не буде її хлопцем. Сінджі наполягає, щоб Ю зробив Ріон своєю головною моделлю для реклами. Хімарі засмучується і влаштовує сварку, під час якої Ю зізнається, що її остання поведінка, дражнення поцілунками тощо, робить її в його очах моторошною. Зневірившись у його відмовах, Хімарі сердито принижує Ю перед усіма і заявляє, що вони розлучаються і вона ніколи більше не хоче з ним розмовляти, шокуючи його. | |                          |              |                     |                         |
| 4 | «Гортензія та нове насіння» Транслітерація: «Ajisai to Atarashii Tane» (яп. 紫陽花と新しい種)                     | Дайсуке Куросе           | Нозу Яеморі  | Кен'ічі Нісіда      | 25 квітня 2025          |
| Ю дізнається, що Хімарі приєдналася до агенції талантів у Токіо. Він вимагає пояснень, але вона мовчить, і в боротьбі він випадково ламає її намисто. Хімарі звинувачує його в тому, що він замінив її Ріон. Сінджі радить йому подумати, хто для нього найважливіший. З'ясовується, що Хімарі не збиралася їхати, а хотіла викликати в Ю почуття провини. Її брат Хібарі дорікає їй за дитячість і нагадує, як він допоміг Ю продати аксесуари на фестивалі. Він вимагає, щоб вона помирилася з Ю і розібралася у своїх почуттях. Хімарі збирається вибачитися, але Ю каже, що покине школу і поїде з нею до Токіо. Зрозумівши, що не хоче змін, вона бреше, що відмовилася від агенції, і пропонує залишитися друзями. Ю дарує їй каблучку з анемони пониклої. У розмові з сестрою Ріон з'ясовується, що Ю поклав у каблучку насінину фіолетового тюльпана, але соромився пояснити її значення. | |                          |              |                     |                         |
| 5 | «Красень та юката з іпомеями» Транслітерація: «Ikemen to Asagao no Yukata» (яп. イケメンと朝顔の浴衣)             | Масахіто Отані & Tomason | Нозу Яеморі  | Коїчі Такада        | 2 травня 2025           |
| Хімарі носить нову каблучку на своєму намисті, щоб ніхто не зрозумів неправильно. У відповідь на її жарти Ю вдає зізнання, але вона бачить його наскрізь і робить вигляд, що її це не зачіпає, хоча насправді вона була дуже збентежена. Ю розповідає Хімарі, що, роблячи її каблучку, він не висипався і заснув на іспиті, який йому потрібно перескласти в неділю. У соціальних мережах розкривається, що Ю є творцем ювелірних виробів, які демонструвала Хімарі, що її турбує, оскільки дівчата можуть почати звертати на нього увагу. Хімарі звинувачує Сінджі у витоку інформації про особу Ю, і він зізнається, що зробив це, щоб дати Ріон перевагу над нею, враховуючи, що Ю був готовий поїхати до Токіо заради Хімарі, а вона поранила його, раптово передумавши. Ю ночує вдома у Хімарі, щоб Хібарі міг підготувати його до іспиту. Після ванни Хімарі пропонує помити йому спину, будучи голою. Вважаючи, що вона його дражнить, Ю погоджується, але замість неї Хімарі посилає голого Хібарі, хоча потай вона розчарована втраченою можливістю по-справжньому його спокусити. Хібарі дізнається, що Хімарі так і не вибачилася, як він їй казав, і всю ніч читає їй лекції. Ріон сердиться, що Ю залишився в будинку Хімарі, і наполягає, що приєднається до кожної майбутньої навчальної сесії, щоб переконатися, що нічого не станеться. | |                          |              |                     |                         |
| 6 | «Аромат вишневої шавлії» Транслітерація: «Cherī Sēji no Kaori» (яп. チェリーセージの香り)                         | Міюкі Ішіда              | Нозу Яеморі  | Шінпей Нагаї        | 9 травня 2025           |
| Хібарі забороняє Ріон приходити до них додому через його складні стосунки з її сестрою Курехою. Хімарі вирішує, що навчальна сесія відбудеться в домі Ю. Вона також каже, що буде зайнята справами студентської ради, тому Ю кілька годин буде наодинці з Ріон. Ю постійно відволікається на фігуру Ріон, тому він вибачається, щоб приготувати напої. Повернувшись, він бачить, що Ріон нюхає його подушку, стверджуючи, що це тому, що він раніше пролив на неї квітковий чай. Аромат викликає в неї сонливість, і вона швидко засинає. Ю вирішує розбудити її, але саме в цей момент, коли Хімарі та Саку заходять, він випадково опиняється притиснутим до її грудей. Після з'ясування непорозуміння Саку розповідає, що насправді дружить з Курехою та Хібарі. Хімарі шокована тим, що Ріон вже чотири рази зізнавалася. Ю стверджує, що минуло забагато часу, щоб довіряти дитячому захопленню, а прийняти її зізнання лише тому, що вона гарна, було б поверхово. Ріон визнає, що її ревнощі нерозумні, оскільки вони друзі вже багато років, а вона знову зустріла їх лише нещодавно, але вона сповнена рішучості стати дівчиною Ю та найкращою подругою Хімарі. Хібарі вважає, що Хімарі поводиться нерозумно, оскільки всі її останні дії лише ускладнили життя Ю, тому вона не має права називати себе його другом або прагнути стати його дівчиною. Ю вдається перескласти іспит з ідеальним результатом. | |                          |              |                     |                         |
| 7 | «Зламаний крокус» Транслітерація: «Hibiwareta Kurokkasu» (яп. ひび割れたクロッカス)                               | Макото Сокуза            | Нозу Яеморі  | Шінпей Нагаї        | 16 травня 2025          |
| Ю зустрічають подруги Хімарі, Мао та Азу, яким Ю пообіцяв зробити прикраси. Ю заінтригований, коли Мао замовляє парні вироби на річницю з хлопцем, оскільки Ю ніколи раніше не робив чоловічих прикрас. Ю обирає кизил японський — символ зрілості та довголіття, щоби представити довгі стосунки. Ю почувається ніяково через ціни, які йому доводиться встановлювати за індивідуальні замовлення, оскільки це дорого для старшокласників. На жаль, шириться чутка, що виготовлені ним прикраси можуть змусити об'єкт закоханості відповісти взаємністю. Ю незабаром стає настільки зайнятим, що йому доводиться орендувати робоче місце в будинку Хімарі. Дозволяючи йому заснути на своїх колінах, Хімарі думає про те, як він став більш захопленим своєю роботою після того, як його ім'я стало публічним, що змушує її любити його ще більше. Сінджі заздалегідь вибачається за те, що він зробив, що може спричинити Ю багато неприємностей. Одна з клієнток Ю, якій не вдалося привабити сенпая, що їй подобався, за допомогою індивідуальних прикрас, розповідає школі, що Ю примушує дівчат купувати дорогі прикраси, змушуючи школу заборонити йому продавати що-небудь ще під час розслідування. Хімарі розлючена, особливо коли дівчина знищує прикраси, які Ю зробив для неї. Ю засмучений таким розвитком подій, а Ріон намагається його втішити. | |                          |              |                     |                         |
| 8 | «Цинія та місце, де живе пристрасть» Транслітерація: «Jinia to Jōnetsu no Ari ka» (яп. ジニアと情熱のありか)      | Масаші Цукіно            | Нозу Яеморі  | Коїчі Такада        | 23 травня 2025          |
| Щоб заспокоїти батьків, школа реєструє скаргу на сімейний магазин Ю. Оскільки технічно він став причиною ситуації, Сінджі знову вибачається. Хімарі хвилюється, коли Ю роздумує про те, щоб кинути виготовлення прикрас. Вона зізнається, що їй не вистачатиме пристрасті в його очах, що він інтерпретує як свою нікчемність, якщо не працює. Хібарі зазначає, що Хімарі явно засмутила Ю, коли той і так був емоційним. Він також каже їй, що Ю був не готовий до публічності після того, як його особистість була розкрита, саме тому цей перший негативний досвід так сильно на нього вплинув. Якщо він оговтається, завдання Хімарі полягатиме в тому, щоб допомогти йому краще справлятися наступного разу. Хімарі нагадує Ю, що відкриття його магазину було також її мрією, тому, доки він знову не почне робити прикраси, вони більше не друзі. Ріон зауважує, що Ю очевидно нещасний без своїх прикрас. Ю зізнається, що не відчував засмучення, коли дівчина знищила її прикраси, тому що він зрозумів, що йому подобається робити прикраси, бо це робить Хімарі щасливою, тому він кинув це, оскільки відчував, що був нечесним по відношенню до клієнтів. Ріон радить, що чи допомогли, чи зашкодили його прикраси клієнтам, не його відповідальність. Зрозумівши, що йому потрібна Хімарі в його житті, він йде вибачатися. Хімарі зізнається, що ніколи не збиралася переїжджати до Токіо, і незабаром вони повертаються до норми. Тим часом в аеропорту Сінджі зустрічає Куреху, яка повідомляє йому, що вона тут, щоб покарати молодшого заплямування її імені. Сінджі висловлює зацікавленість у допомозі їй. | |                          |              |                     |                         |
| 9 | «Космос Шоколаду Кохання» Транслітерація: «Koi no Chokorēto Kosumosu» (яп. 恋のチョコレートコスモス)              | Ей Танака                | Нозу Яеморі  | Ей Танака           | 30 травня 2025          |
| Колись Ю створив конкурсну роботу, засновану на значенні імені Хімарі «соняшник», але Хімарі сказала, що вона здається незавершеною. Зараз Хімарі помічає, що Ю зовсім не хоче бути поруч з нею, і навіть неохоче погоджується провести час з Ріон, щоб уникнути її будь-якою ціною. Суперництво між Хімарі та Ріон стає все більш гострим та інтенсивним, оскільки вони починають ненавидіти одна одну, і Ю бажає просто уникнути їх обох. На його превеликий шок, Хімарі запрошує Ю на ночівлю, а потім на шопінг бікіні, але він не витримує її дражнінь і тікає додому. Там він зустрічає Куреху, яка розповідає, що Хімарі справді підписала контракт з її модельним агентством у Токіо, але в останню хвилину відмовилася, незважаючи на витрачені на неї гроші. Тим часом Хімарі дізнається від Сінджі, що Ю нещодавно посадив шоколадний космос, що символізує кінець романтичного кохання, і це змушує її думати, що він її ненавидить. Куреха пропонує Ю гроші на відкриття його магазину, якщо він переконає Хімарі приєднатися до її агентства. Коли Ю відмовляється, вона звинувачує його в тому, що він стримує Хімарі, бо не хоче бути самотнім. Потім вона пропонує перевезти його та Хімарі до Токіо як пару, але лише якщо він припинить виготовляти прикраси. Хібарі прибуває, щоб врятувати Ю від маніпуляцій Курехи, розкриваючи, що знає її методи, оскільки вони раніше зустрічалися. Куреха легко справляється з Хібарі за допомогою ганебного відео з ним з їхніх часів стосунків. Сакура втручається, тому Куреха пропонує остаточну угоду; Ю повинен створити свою найкращу роботу за всю історію для конкурсу на фестивалі Обон, і якщо він доведе цінність своєї роботи, вона залишить Хімарі в спокої, але якщо він зазнає невдачі, вона змусить Хімарі повернути борги, не залишивши їй іншого вибору, окрім як працювати на неї. | |                          |              |                     |                         |
| 10 | «Значення соняшників» Транслітерація: «Himawari no Hanakotoba» (яп. ヒマワリの花言葉)                             | Сюдзі Міядзакі           | Нозу Яеморі  | Іку Сузукі          | 6 червня 2025           |
| Хімарі натякає, що одного дня хотіла б стати дружиною Ю, а потім зізнається, що це був черговий жарт, щоб уникнути її нещодавно. Хібарі свариться з Сінджі за співпрацю з Курехою. Ю починає обдумувати ідеї для конкурсу та бере Хімарі й Ріон до своєї школи флористики для натхнення. Хімарі згадує випадок, який змусив її коротко підстригтися, і цікавиться, чи сподобалося б Ю, якби вона відростила волосся, як у Ріон. Ю вирішує вразити Куреху вдосконаленою версією соняшникової композиції, яку він робив у минулому. Хімарі в захваті, оскільки він спочатку зробив ту роботу для неї ще в середній школі, але розчарована, що це була ідея Ріон. Щоб зібрати матеріали, Ю та Хімарі відвідують фестиваль соняшників без Ріон, яка має працювати. Хімарі запитує Ю, чи Ріон є причиною того, чому він її уникає, але Ю надто збентежений, щоб зізнатися, що це тому, що він зрозумів, що закоханий у неї. Хімарі починає замислюватися, чи справді чоловіки та жінки можуть бути друзями без кохання. Бачачи Ю повністю зосередженим на соняшниках, Хімарі шепоче, що кохає його, і бажає, щоб він дивився на неї так само, як дивиться на квіти. На жаль, Ю не тільки чує, що вона сказала, але й припускає, що вона знову розігрує його, змушуючи її втекти. Усвідомивши, що всі її жарти призвели до того, що Ю не сприймає її всерйоз, навіть коли вона говорить правду, вона сердиться на себе. Коли він знаходить її, Ю шокований, коли вона раптово повертає йому свою каблучку-намисто, стверджуючи, що більше не хоче просто дружби, перш ніж поцілувати його. | |                          |              |                     |                         |
| 11 | «Прощавай соняшник» Транслітерація: «Sayonara Himawari» (яп. さよならヒマワリ)                                    | Масахіто Отані & Tomason | Нозу Яеморі  | Шінпей Нагаї        | 13 червня 2025          |
| Ю зовсім не знає, як поводитися з Хімарі. Сінджі зізнається, що допомагав Куресі лише тому, що був закоханий у неї, але вона не відповіла взаємністю. Хімарі здивована, що Хібарі пишається тим, що вона нарешті діяла згідно зі своїми почуттями. Ю каже Хімарі, що має щось важливе їй сказати, але тільки після того, як переможе Куреху. Він також розповідає, що вирішив зробити тіару із соняшників. Ю вчасно завершує тіару, але за три дні до конкурсу виявляє, що зіпсував процес консервації, і соняшники гниють. За допомогою Хібарі йому вдається завершити другу тіару. На жаль, Куреха робить висновок, що він поспішав, щоб добре виглядати на конкурсі, але якість роботи значно нижча за очікувану. Ю злиться на звинувачення, що він не ставиться до своєї роботи серйозно, але Сакура показує йому деякі його останні роботи, які мають ту саму проблему з консервацією, доводячи, що якість його роботи погіршилася. Пригнічений, Ю здається, а Сінджі радить Хімарі поїхати з Курехою та будувати свою модельну кар'єру; потім, коли вона стане знаменитою, зможе просувати прикраси Ю по всій країні. Хімарі звинувачує себе у втраті концентрації Ю і вирішує поїхати до Токіо, сподіваючись, що одного дня вони матимуть магазин Ю та епічний роман, але тим часом їм доведеться розлучитися. | |                          |              |                     |                         |
| 12 | «Квіти, що розцвітають на шляху мрій» Транслітерація: «Yume no Michi ni Saku Hana-tachi» (яп. 夢の道に咲く花たち) | Міюкі Ішіда              | Нозу Яеморі  | Йохеі Сузукі        | 20 червня 2025          |
| Ріон просить Сінджі допомогти, зауважуючи, що якщо він справді завадить Хімарі поїхати, це може вразити Куреху. Сінджі просить Хібарі про послугу. Ю замислюється, чи хоче він відкривати магазин без Хімарі. Сінджі зазначає, що Ю легко міг би поїхати до Токіо з Хімарі й знайти звичайну роботу. Потім він звинувачує Ю в тому, що той лише використовував Хімарі для просування своїх аксесуарів, оскільки в той момент, коли стосунки стали романтичними, Ю не зміг з цим впоратися і відштовхнув Хімарі. Ю кричить, що він кохає Хімарі, і поспішає на залізничну станцію. Ріон зустрічає Хімарі і подібним чином провокує її зізнатися, що вона хоче залишитися з Ю. З'являється Ю, заявляючи, що він обирає кохання замість свого магазину. Куреха нагадує їм про борг Хімарі, але Сінджі прибуває з готівкою і повністю сплачує борг, розкриваючи, що позичив гроші у Хібарі. Роздратована тим, що її перемогли, Куреха прощає борг, відмовляється від грошей і йде з Хібарі, щоб покарати його за зіпсоване задоволення. Оскільки вони тепер винні йому за порятунок, Сінджі вимагає, щоб вони продовжували розважати його своїми дивними стосунками. Ю визнає, що частково відмовляється від своєї мрії про магазин, оскільки наявність лише однієї мрії обмежувала його можливості. Тому спочатку він хоче почати з кохання до Хімарі і подивитися, куди майбутнє приведе їх разом. Потім він розкриває таємне значення фіолетової насінини тюльпана, яку він сховав у її дружньому кільці: Вічне кохання. Хімарі знову починає носити його як намисто, і вони повертаються до нормального життя, але цього разу вже як пара. | |                          |              |                     |                         |

## Сприйняття
Станом на серпень 2022 року тираж серії становив понад 200 000 примірників.

## Нотатки
1. 1 2  Всього дванадцять томів, включаючи другу частину четвертого тому